# هنگام پوست کندن پیاز
هنگام پوست کندن پیاز (به آلمانی: Beim Häuten der Zwiebel) نام کتاب گونتر گراس، نویسندهٔ آلمانی و برندهٔ جایزه نوبل است که در سال ۲۰۰۶ منتشر شد. این کتاب یک زندگی‌نامهٔ خودنوشت است که در آن نویسنده عنوان کرده‌است که در ۱۷سالگی عضو شاخهٔ مسلح نیروهای اس اس آلمان نازی بوده.
کتاب، زندگی گونتر گراس را از سال ۱۹۳۹ تا سال ۱۹۵۹ به تصویر می‌کشد و آغاز کتاب با شروع جنگ دوم جهانی قرین می‌گردد.
نسخه انگلیسی این کتاب از سوی انتشارات هارویل سکر (Harvill Secker) در لندن و در سال ۲۰۰۷ منتشر شد.